# 포토슛
포토슛(영어: Photo shoot)은 광고 소재나 모델이 시각적 목표물을 만들기 위한 과정이다. 예를 들어, 스튜디오나 바깥 장소에서 모델이 사진가를 향해 포즈를 취하는 것이 있다.
포토슛은 후반 작업 또는 편집을 목적으로 이미지를 만드는 일련의 이미지이다. 이러한 사진들은 이후 인쇄 및 디지털 광고물, 사업 담보, 또는 단순히 개인적인 용도로 사용된다.
아마추어 포토슛은 Trade-For-Portfolio (TFP) 계약을 체결하는 방식인 반면, 특정 브랜드 또는 제품용 전문적인 포토슛은 유료 계약으로 제작된다. TFP 포토슛에는 대체로 등장하는 모든 인물이 편집된 고화질 이미지를 지급 받을 수 있게 하는 계약이다.
전문적인 포토슛은 대표 모델 기획사를 통해 계약을 체결하는 것이 일반적이기 때문에 지급은 항상 금전적이다. 이로 인해 이미지는 채용 회사 또는 개인의 자산이므로 해당 모델의 이미지를 돌려받는 것이 보장되지 않을 수 있다. 많은 포토슛에서 전문 모델 에이전시 소속 모델을 고용하고, 스타일리스트, 메이크업 및 헤어 아티스트를 고용할 수도 있다.

## 종류
- 음식 및 음료 사진
- 제품 및 라이프스타일 사진
- 건축 및 인테리어 사진
- 전자상거래 사진
- 일반 생활 사진
- 인물 사진
- 개념사진(영어판)

## 갤러리
- 모델이 보통의 스튜디오 세트장에서 포즈를 취하는 모습
- 실외에서 찍은 포토슛
- 앨범용 포토슛
- 한 무용가의 포토슛
- 한 밴드의 포토슛
- 2012년 파리에서 촬영된 포토슛
- 2011년 비키니를 입은 모델들을 촬영한 포토슛
- 광고용 사진의 한 예시
- 상업용 제품의 포토슛
- 스톡사진용 포토슛
- 한 제품의 포토슛
- 1922년 캐나다의 어느 한 스튜디오에서 포토슛을 촬영하는 모습.

## 같이 보기
- 글래머 사진